# Temura
 (décembre 2022).
Le souci de garder secret le Nom de Dieu et la préoccupation de créer d’autres noms divins de substitution ont conduit les kabbalistes à utiliser divers artifices et constructions cryptographiques qui sont autant de codes et de grilles qu’il faut savoir déchiffrer et lire. Les trois méthodes  herméneutiques principales de la Kabbale (hokmat ha-zeruf) sont : la Ghématrie, le Notarikon et  le Témurah. 
- la Gematria (ou Ghématrie), les nombres en hébreu , sont représentés par des lettres alphabétiques. Chaque mot a donc une valeur numérique qui dérive de la somme des nombres représentée par chaque lettre prise séparément. Il s’agit de trouver des mots dont  le sens est différent mais qui ont la même valeur numérique pour en tirer des assimilations.
- Ainsi le mot אחד   Ehad (un) a une valeur numérique égale à 13 (1+8+4); ce nombre est celui du mot אהבה ahava (amour) = 13 ( 1+5+2+5)
- A cette opération, s’en ajoutent d’autre:
- Au compte simple d’un nom, on ajoute le nombre de ses lettres, plus 1 ( le nom lui même). Ainsi Ehad  אחד ( un) = 13 + 3 (ce mot se compose de 3 lettres en hébreu) plus 1 (le mot lui même) est égal à 17, qui correspond à Tov  טוב  9+6+2   (bien)
- A  la valeur numérique de chaque mot, on ajoute la valeur numérique des lettres qui la précède dans l’alphabet.
- On fait le compte au carré ainsi Ehad  אחד  est égal à (1 x1)+ (8x8)+ ( 4x 4) = 81
- . La gématrie est issue du système numérique en vigueur dans l'ensemble du bassin méditerranéen. Avant l'importation des chiffres arabes (en fait, indiens), les diverses nations utilisaient les lettres de leur alphabet pour marquer les nombres[1] ;

- le Notarikon ou la Notarique (ou Notaricon, mot d'origine grecque, passé dans le latin, auquel l'hébreu l'a emprunté) désigne en latin la sténographie romaine, mais en hébreu le codage par lequel on groupe les lettres initiales, centrales ou finales de plusieurs mots pour en  former de nouveaux. Selon Paul Vulliaud[2], certaines prières auraient  ainsi été composées. En fait, le Notarikon est lié à la littérature orale[3]. Les auditeurs des philosophes romains ou grecs, les disciples des maîtres pharisiens prenaient des notes sur des supports de taille réduite et non durables. Cela justifiait un système d'abréviations dont la caractéristique est qu'il ne fut jamais normalisé. Cette technique perdure jusqu'à la diffusion de l'imprimerie en Occident. Dénouer les jeux d'abréviations dans les manuscrits anciens est une technique intégrée à la paléographie ;

- la Temura ou Thémoura (תמורה ou Temurah) est un procédé d'échange des lettres selon divers systèmes de combinatoire ou Tserouf (צירוף), il est dérivé de la racine « mour » (מור) qui signifie « changer », « substituer », « remplacer ». L'origine de ce système tient au fait que l'hébreu est une langue sans voyelles. Quand les massorètes s’attelerent mettre la Torah par écrit, ils voulurent enregistrer toutes les prononciations possibles des mots mais aussi faire œuvre de critique textuelle. Ainsi on substituait le jeu des voyelles possibles selon que le mot devait être verbe ou substantif. La massora parva témoigne de ce travail dans les marges des bibles en hébreu. Ultérieurement, furent établis des systèmes de permutation de consonnes et, d'outil de critique textuelle, la temura bascula  vers un système d'interprétation occultiste et de divination.

On ne confondra pas ces techniques traditionnelles avec des savoirs scientifiques. 
Les jeux de lettres font partie des procédés internationaux de divination. César utilisera plus tard un algorithme de substitution voisin comme système de cryptographie. Avec le développement de pratiques d'occultisme, les règles de substitution s'étendent. Parmi les algorithmes de substitution, les « combinaisons de Tziruph » étaient particulièrement populaires durant les périodes antiques (employés par les hébreux vers 500-600 de notre ère).
L'alphabet hébreu est divisé en deux parties égales, placées l'une au-dessus de l'autre. Il y a 22 commutations ou « Tables de Combinaisons de TzIRVP צירוף » (Tserouf) :
| ALBTh (Albath) | ABGTh (Abgat) | AGDTh (Agdat) | ADBG | AHBD | AVBH | AZBV  | AChBZ | ATBCh | AIBT  | AKBI             |
| ALBK           | AMBL          | ANBM          | ASBN | AOBS | APBO | ATzBP | AQBTz | ARBQ  | AShBR | AThBSh (Athbash) |

Il y a également trois « Tables des Commutations », carrés de 484 cases remplies de lettres :
- la « Table Droite » (on écrit l'alphabet de droite à gauche dans le second rang, on commence avec la deuxième lettre Beth (ב) et on termine avec la première : Aleph (א) ; dans le troisième rang, on commence avec la troisième lettre, Gimel (ג) et on termine avec la deuxième ב ; et ainsi de suite…) ;
- la « Table à l'envers » (on écrit l'alphabet de droite à gauche à l'envers, en  commençant avec Tav (ת), etc.) ;
- la « Table Irrégulière ».

À côté de celles-là, il y a la méthode appelée Thashraq, qui consiste simplement à écrire un mot à l'envers.
Il y a encore une autre forme importante appelée « Kabbalah des Neuf Chambres » ou Aiq Bekar. La numération de chaque lettre a été inscrite dans chaque chambre afin de montrer les affinités entre les lettres. Parfois, ce système est utilisé comme code en prenant les chiffres pour montrer les lettres qu'ils contiennent, en mettant un point pour la première lettre, deux pour la deuxième, etc. Ainsi, l'angle droit, contenant AIQ (איק), répondra pour la lettre Qof (ק) s'il y a trois points dedans. De la même manière, un carré répondra pour He (ה), Noun (נ) ou ; selon qu'il y ait un, deux ou trois points placés respectivement dedans.